# Hassan II
Hassan II, född 9 juli 1929 i Rabat, död 23 juli 1999 i Rabat, var kung av Marocko från 1961 fram till sin död 1999.
Hassan II var son till Mohammed V och Lalla Aabla (kallad drottningmodern "Oum Sidi"). 

## Biografi
Hassan II tillhörde Alaouite-dynastin, som har regerat i Marocko sedan 1664: åren 1912–1956 dock under franskt protektorat.
Han fick en modern utbildning, bland annat vid högskolan i Rabat och universitetet i Bordeaux, Frankrike, där han studerade juridik. Tillsammans med den övriga marockanska kungafamiljen levde han i exil i Madagaskar 1953–1955. Han besteg tronen 26 februari 1961, efter sin fars död. Han styrde Marocko, närmast diktatoriskt, i 38 år och vid sin död var han den statschef i Afrika som suttit näst längst vid makten.
Han efterträddes av sin son, Mohammed VI av Marocko.
Hassan II var gift med Lalla Latéfa.

## Barn
1. Prinsessan Lalla Myriam, född 26 augusti 1962
2. Mohammed VI av Marocko, född 21 augusti 1963
3. Prinsessan Lalla Asma, född 29 september 1965
4. Prinsessan Lalla Hasana, född 19 november 1967
5. Prins Moulay Rachid, född 20 juni 1970

## Utmärkelser
- Jugoslaviska Stjärnans orden,  1 april 1961
- Storkorsriddare med kedja av Republiken Italiens förtjänstorden,  25 november 1961
- Hedersdoktor vid Universitetet i Bordeaux,  1963[2]
- Pahlaviorden,  11 juni 1966
- Storkors med kedja av Karl III:s orden,  2 juni 1979[3]
- Riddare med storkors av Bathorden,  27 oktober 1980[4]
- Elefantorden,  15 februari 1988
- Ordenskedja av  Alfons X den vises orden,  22 september 1989[5]
- Storkedja av Henrik Sjöfararens orden,  18 februari 1994[6]
- Storkedja av Sankt Jakobs Svärdsorden,  25 augusti 1994[6]
- Sankt Jakobs Svärdsorden
- Libanons förtjänsorden
- Torn- och svärdorden
- Henrik Sjöfararens orden
- Tvåflodsorden
- Qatars självständighetskedja
- Tunisiens republikorden
- Storkors av Leopoldorden
- Storkors av San Martín Befriarens orden
- Umayyadorden
- Chakriorden
- 7 november 1987-orden
- Omanorden
- Kung Abdulaziz-orden
- Förbundsrepubliken Tysklands förtjänstorden - storkors av särskilda klassen
- Kedja av Krysantemumorden
- Riddare med storkors av Victoriaorden
- Nilorden
- Storkorset av Nederländska Lejonorden
- Victoriakedjan
- Storkors av Frälsarens orden
- Storkors av Hederslegionen
- Österrikiska republikens förtjänstorden i guld
- Al-Hussein orden
- Mubarak den stores orden
- Mauretaniens nationalförtjänstorden
- Kambodjas kungliga orden
- Storkors av Chilenska förtjänstorden
- Storkors av Malis nationalorden
- Nishan-e-Pakistan
- Ouissam Alaouite-orden

[Redigera Wikidata]